# Promethichthys
Promethichthys is een monotypisch geslacht van straalvinnige vissen uit de familie van slangmakrelen (Gempylidae). Het geslacht is voor het eerst wetenschappelijk beschreven in 1893 door Gill.

## Soort
- Promethichthys prometheus (Cuvier, 1832)